# Normanska palača

Normanska palača (italijansko Palazzo dei Normanni) ali Kraljeva palača Palerma je palača v Palermu v Italiji. V času vladavine Normanov je bila sedež sicilskih kraljev, glavni sedež moči vladarjev Sicilije. Od leta 1946 je v njej sedež sicilske regionalne skupščine.  Stavba je najstarejša kraljeva rezidenca v Evropi. Bila je zasebna rezidenca vladarjev Kraljevine Sicilije in cesarski sedež Friderika II. in Konrada IV.

## Zgodovina
Najstarejši deli obzidja na nadmorski višini med dvema rekama so še vedno feničansko-kartažanskega izvora. Sedanja stavba vključuje plasti prvih utrjenih naselbin feničansko-punskega izvora med 8. in 5. stoletjem pred našim štetjem, katerih sledi se ponovno pojavljajo v študijskih akcijah v ječah in podzemlju. Te utrdbe so predstavljale družbeno in politično jedro primitivnih naselij, ki so tvorile paleopolis, agregat, nasproti svetemu območju, namenjenemu poganskemu čaščenju in pokopom, ki je nekaj sto metrov proti SV blizu reke Papireto. To zadnje območje, bodoči Neapolis, je danes mogoče prepoznati v tleh stolnice, zvoniku, ki ga lahko vidimo v visokem stražnem stolpu v obzidju utrjene citadele, pa tudi z gosto mrežo podzemnih okolij, sestavljenih iz jam, katakomb, kripte, cuniculi in kaverne, ki so v neposredni bližini. Leta 254 pr. n. št. so trdnjavo castrum osvojili Rimljani.

### Bizantinsko - arabsko obdobje
Flavio Belisario je osvojil mesto in prevzel utrdbo leta 535, bizantinska oblast je trajala skoraj tri stoletja. Pod vladavino Konstantina IX. Monomaha, konstantinopelskega cesarja in kralja Sicilije, je utrdba kastron prevzela rang palače s prefektom Giorgiom Maniakom, ki jo je olepšal z namestitvijo del, artefaktov in drugega vojnega plena.
Dva bronasta ovna, izraza grške umetnosti in posledica ropanja, sta po naročilu Friderika II. začasno krasila gotski portal Maniakovega gradu v Sirakuzah na Siciliji. Maria di Trastámara za opravljene zasluge pri naporni obrambi Sirakuz, jih je podaril Giovanniju I. Ventimiglia, zato so artefakti najprej prispeli v grad Ventimiglia v Castelbuonu in kasneje postavljeni za okrasitev družinskega mavzoleja v cerkvi San Francesco. Zaradi sporov z vladajočo hišo in zaplembe premoženja so ovni Ventimiglia prispeli v Palermo. Gaspare Palermo dokumentira njihovo prisotnost v kasnejših obdobjih v Palazzo Chiaramonte-Steri, v trdnjavi Castello a Mare, ki jo je ukradel sicilski podkralj v Neaplju, vrnjeni v prostore Palazzo Regio. Z uničenjem elementa para med sicilsko revolucijo leta 1848 je bil preživeli primerek dokončno prenesen v zbirke Deželnega arheološkega muzeja Antonio Salinas.
Prva stavba s funkcijami kraljeve rezidence, imenovana 'al Qasr ali Kasr (Alcassar, prebivališče emirjev), je pripisana obdobju islamske dominacije, razponu približno dveh stoletij, v katerem so številni guvernerji ali emirji pripadali drug drugega in se izmenjevali po vrsti do dinastij Aglabidov, Fatimidov, Kalbidov. Leta 831 po arabskem osvajanju mesta je guverner, vrhovni poveljnik in princ Sicilije stavbo imenoval Castelnuovo, ki je nasprotovala stavbi v marini, imenovani Castellammare in gradu Maredolce v Favari. Park, zadnje najljubše prebivališče skupaj z vsemi arabskimi rezidencami in strukturami, ustanovljenimi v bližnji Kalsi.
Ibn Hawqal dokumentira dve nasprotujoči si medini ali obzidani mesti: Qasr in Kalsa. V sredini so tri ločene in sosednje satelitske vasi, ki ustrezajo bodočemu rabatu (Albergheria, Seralcadio, Conceria), ki ga je opisal Mohammad al-Idrisi v normanskih časih.
Odločitev o prenosu sedeža guvernerja v osrčju obzidanega mesta civitas superior na varnejši in bolj vojaško zaščiten kraj je posledica burne ljudske vstaje proti fatimidskemu guvernerju Salīmu Ibn Rašidu Al Kutaniju, ki je bila zadušena jeseni leta 937 z vojaškim posredovanjem Kalila ibn Išaka. Aglabidsko jedro je bilo zapuščeno, potem ko so v bližini pristanišča, v bližini arzenala, identificirali nov sedež utrjene citadele fatimidskih emirjev, veliko bolj obrambnega v civitas inferior, ker je bilo delno zaščiten z morjem.

### Obdobje Normanov
Normanski kralji so ločili Castrum superius ali Palatium novum, postavljen na hribu, od Castrum inferius ali Palatium vetus, ki je bil dolvodno, in so se ob prihodu na slednjem naselili že na arabskem dvoru. Parcus Vetus je označeval naselje arabskega centra moči, pridevnik Vetus (stari, starodavni, primitivni) se je razširil tako na območje kot na bivališče preprostega tabora. Taborišče, ki je postalo rezidenca emirjev in predmet osvajanja s strani normanskih vojsk, ki so ob obleganju Palerma postavile svoj bazni tabor v neposredni bližini, preden so začele napade na Kalso in utrjeno Cassaro. Pravzaprav se je z jugovzhodne aluvialne ravnine obale, vhoda v mesto, ki prihaja z vzhoda, in ga označujeta Dattereto ob reki Oreto in grad Yahya, začelo osvajanje mesta.
V 9. stoletju je bila na starih temeljih zgrajena poletna rezidenca emirja Palerma. Z leti so zgradili gorvodni grad Castrum superius z normanskimi značilnostmi, kompleksno in večnamensko središče, ki je izražalo vso moč monarhije, zato so ustvarili strukturo stavb. Robert Guiscard ga je povečal tako, da ga je opremil z Jeruzalemsko kapelo. Po osvojitvi Sicilije s strani Normanov je Rogerij II. Sicilski to rezidenco preuredil v svoj vladni sedež, v katerem so nato prebivali normanski kralji Sicilije. Od tod tudi ime Palazzo reale (kraljeva palača) ali Palazzo dei Normanni (Normanska palača).
Leta 1132 je Roger II. Sicilski zgradil srednji del stavbe, zelo veliko stanovanje, ki se danes imenuje po njem, to je del stavbe, ki je bila prej uporabljena kot tovarna svile, palatinska kapela in stolp Joharia. Častni prostor, posvečen svetemu apostolu Petru, je izpodrinil preprosto mošejo, zgrajeno na zaporih in ječah palače. Od Viljema I. in Viljema II. Sicilskega so dodali krila, namenjena službam evnuhov, po arabskem običaju, stanovanja dvornih dam, matron, deklet, služabnikov, harem in v severnem delu je bila združena menažerija sužnjev, stolpa Pisana ali Santa Ninfa in Chirimbi. Coeval je gradnja Via Coperta, zaščitena sprehajalna pot, ki je od stolpa Pisana in Zelene sobe skozi okrožje Guilla vodila do preproste nadškofovske palače, končni cilj pa je metropolitanska stolnica Marijinega vnebovzetja.
Ta grad, ki so ga zgradili Normani, je šele v zadnjem času dobil ime Palazzo dei Normanni, in je kmalu postal središče evropske kulture in umetnosti med 12. in 13. stoletjem. Pravzaprav se je v teh razkošnih in prefinjenih okoljih razvila najpomembnejša evropska kultura tistega časa: tu so cesarji zbirali največje znanstvenike in pesnike, glasbenike in slikarje tistega časa.
Al-Idrisi leta 1150, Ibn Jubayr leta 1184, Ugo Falcando v svojih delih opisujejo veličastnost in dogodke, povezane s palačo. Najpomembnejša epizoda, ki se je zgodila v letih 1160 - 1161, je gledališče kraljeve palače upora baronov, ki je dozorelo po zaroti Mattea Bonella, med katero so bile dvorane palače opustošene in zažgane z uničenje nenadomestljive dediščine knjig in umetnosti.

### Švabsko - anžujsko - aragonsko obdobje
Praznjenje palače s strani Henrika VI. sega v leto 1194, ko je uporabil sto mul za prevoz vsega zlata in dragocenih predmetov v njej. Pri Švabih je bil sedež znanosti in književnosti, ki jih je hvalil Dante Alighieri. S Friderikom II. in njegovim sinom Manfredijem so se v palači ohranile vladne, upravne in kanclerske dejavnosti, literarne pa so bile ločene v Palazzo della Favara, prostor, ki je bil namenjen gostovanju sicilske pesniške šole.
Leta 1269 se je za palačo začela faza propadanja. Brez vojnih strojev je pokazal vso svojo ranljivost med vstajo sicilskih večernic, ki so dosegle vrhunec leta 1282 z nemiri, vključenimi v kontekst večernih vojn: uporni ljudje Palerma so vdrli v grad in ga ponovno izropali. Peter III. Aragonski je prišel v palačo in tam živel le tri leta.
V obdobju Aragoncev je bil sedež Francesca II. Ventimiglie, ki je bil leta 1353 imenovan za večnega gospodarja sicilske prestolnice. 16. februarja 1361 je Frederik IV. Aragonski prevzel funkcijo z naslovoma kapitana in krvnika, kastelana palače in Castellama. Prva poročila o okvarah zaradi katastrofalnega propada, ki je povzročilo postopno depopulacijo palače, segajo v leto 1340. Palača ni več vzbudila posebnega zanimanja iz logističnih in varnostnih razlogov, prednost je imela rezidenca Castellammare. Počasna opustitev se je zgodila od začetka 15. stoletja, obdobja, v katerem so Palazzo Regio in sosednje strukture uporabljali kot kamnolom, iz katerega so črpali gradbeni material, ki se je uporabljal za gradnjo bogoslužnih objektov ali pokopališč.

### Obdobje Špancev
Kljub skoraj popolnemu opustošenju in rušenju nekaterih stolpov, kraljeva palača, čeprav je ohranila le obrambno vlogo, ni ostala nenaseljena, temveč je bila med letoma 1513 in 1553 sedež sodišča Svete inkvizicije. Leta 1549 Tommaso Fazello ponuja opis katastrofalne situacije, v kateri se je znašel do te mere, da je bilo mogoče skozi ruševine videti Palatinsko kapelo.
Palača je ponovno zasedla pomembno vlogo v drugi polovici 16. stoletja, ko so jo španski podkralji izvolili za svojo rezidenco in opustili Palazzo Chiaramonte-Steri ali Hosterium Magnum. Po drugi strani se je inkvizijsko sodišče preselilo v strukture Castellammare. Izvedene so bile pobude, ki so korenito spremenile prvotni videz kompleksa. Leta 1536 je Ferrante I. Gonzaga v okviru krepitve celotnega obrambnega sistema mesta poklical bergamskega inženirja Antonia Ferramolina, da obnovi stavbe. Leta 1550 je bilo urejeno rušenje Rdečega stolpa. Leta 1560 je Juan de la Cerda, 4. vojvoda Medinaceli, začel z deli za gradnjo parlamentarne dvorane, okolje, ki ga je izpopolnil Francesco Ferdinando d'Avalos, VII. markiz Pescare. Leta 1616 je Juan Gaspar Fernández Pacheco y Zúñiga, 5. markiz Vigliena, 5. vojvoda Escalona določil osrednji del vzhodnega krila, ki mu je zagotovil elegantno fasado v renesančnem slogu in notranjo teraso. Leta 1648, po ukazu kardinala Teodora Trivulzia, podkralja Sicilije in predsednika kraljestva, so cerkev Pinta skupaj s cerkvijo Santa Barbara la Soprana in cerkvijo San Giovanni la Calca porušili, da bi naredili prostor za dva velike bastijone, postavljene pri obrambi kraljeve palače.

### Savojsko obdobje
Za vstop v mesto in slovesnost kronanja Vittoria Amedeja II. Savojskega in Ane Marije Bourbon-Orléanske na božični večer 24. decembra 1713 je bila palača predhodno pripravljena za gostovanje kraljev. Dela in izboljšave stanovanj so največji poseg pri obnovi Sala dei Venti.

### Sodobnost
Leta 1790 je bil na preostalem Torre Pisana ustanovljen astronomski observatorij. Zaradi okupacije Neaplja s strani Napoleonovih čet je palača od 1798 do 1814 služila kot rezidenca kraljevske družine Bourbon-Sicilija.
Po združitvi Italije je bila del premoženja poveljstva vojaškega korpusa in ob državni razstavi 1891 - 1892 obnovljena oprema kraljevih stanovanj. Leta 1919 je bila začrtana možnost uporabe palače kot sedeža akademij in leta 1923 je bila v njej predvidena namestitev uradov nadzorstva spomenikov, nekaterih univerzitetnih inštitutov, Kraljeve akademije znanosti, književnosti in umetnosti, Filozofske knjižnice, Sicilski etnografski muzej Giuseppe Pitre, Narodni muzej in prefektovo prenočišče. Nekatera stanovanja je imela kraljeva hiša za uporabo. Leta 1921 je posest pridobila vlada.
V 1930-ih je obnove izvedel nadzornik spomenikov Francesco Valenti, nato pa je nadaljeval Mario Guiotto, ki je razkril nekaj normanskih struktur.
Avgusta 1943 so ga rekvirirale zavezniške čete. Kmalu po koncu druge svetovne vojne leta 1946 so se začeli prvi arheološki eseji, namenjeni razumevanju morebitnih že obstoječih zgradb v stavbi, torej razslojevanje artefaktov in naselij pred arabskimi posegi.
Leta 1947 so bile ustanove, ki so ga zasedle, prenesene v druge stavbe. Preimenovala se je v Palazzo dei Normanni. Aprila 1947 je postala sedež sicilske deželne skupščine. Od leta 1976 do 1981 so se v nekaterih nadstropjih stavbe izvajala preobrazbena dela, ki jih je nadzorovala Rosario La Duca. Po potresu leta 2002, ki je poškodoval nekaj notranjosti, so bile izvedene obnove fresk v Sala d'Ercole.
Trenutno je sedež regionalnega parlamenta, v njem pa so župnija S. Pietra Apostolo - Palatinska kapela in astronomski observatorij Palermo, medtem ko je krilo, ki se povezuje s Porta Nuova, sedež Comiliter, teritorialnega vojaškega poveljstva Sicilije.

## Zunanjost
Na južni strani proti ulici Via del Bastione in na zahodni strani proti trgu Piazza Indipendenza se zemljišča palače dvigajo nad nivo ulice z mogočnimi temeljnimi zidovi. Na severni strani palače so Porta Nuova, ki jih je po zmagi v Tunisu namesto starih mestnih vrat zgradil Karel V. Na vzhodni strani pred palačo je Piazza del Parlamento, ki se združi v Piazza Vittoria s parkom Villa Bonanno.
Ponekod je še vedno ohranjena stara fasada iz normanske dobe, ki je okrašena s slepimi arkadami. Torre Pisana, zadnji preostali stolp iz obdobja Normanov, se nahaja na trgu Piazza del Parlamento. Renesančno pročelje se razteza na jug, kar je značilno za videz vzhodne strani palače. Na sredini je velik portal, ki tvori uradni vhod. Dostop za oglede pa je na zahodni strani na trgu Piazza Indipendenza.

## Notranjost
Tako glavni vhod kot vhod za obiskovalce vodita na notranje dvorišče z renesančnimi arkadami, ki je bilo zgrajeno med letoma 1598 in 1601 po ukazu podkralja Bernandina de Cárdenasa, vojvode Maqueda in ki je po njem poimenovano. Mozaiki v prvem nadstropju so iz 19. stoletja, na enem od obokov so ohranjeni le ostanki prvotne dekoracije. Ob severni strani dvorišča v prvem nadstropju se razteza Cappella Palatina, dvorna kapela, ki jo je zgradil Rogerij II. v arabsko-bizantinsko-normanskem slogu, katere stene so v celoti prekrite z zlatimi mozaiki.
Del palače, ki ga uporablja sicilski parlament in regionalna vlada, je javnosti dostopen le z vodenimi ogledi. Sejna soba parlamenta je Sala di Ercole ('Herkulova soba') s konca 16. stoletja. Leta 1799 jo je poslikal Giuseppe Velasco s freskami, ki prikazujejo Herkulova dela.
Sala dei Venti ('Dvorana vetrov') in Stanza di Ruggero ('Rogerijeva soba') sta iz normanske dobe. Dvorana vetrov je kvadratna soba, katere strop podpirajo stebri in koničasti loki. Prvotno je bil to odprt atrij. Na vsaki od štirih strani so vrata. Eden od njih vodijo v Rogerijevo sobo. Notranja dekoracija je bila izvedena okoli leta 1160 pod vodstvom Wilhelma I. Stene so obložene z marmorjem, nad tem so zlati mozaiki, podobni cerkvam tistega časa (Cappella Palatina, La Martorana, Monrealska stolnica). Mozaiki predstavljajo drevesa in živali, ki so simetrično obrnjene druga proti drugi. Prikazan je tudi lovski prizor in borbeni kentavri. Prostor ima križni obok, ki je tudi prekrit z mozaiki.
V prostorih, ki so bili preoblikovani v obdobju renesanse, so bili pred kratkim na nekaj mestih izpostavljeni deli arabskega obokanega stropa, ki so bili skriti za štukaturo.

## Izkopavanja
Pod Normansko palačo so bila opravljena izkopavanja, ki so odkrila starodavno mestno obzidje iz časa Puncev in Rimljanov. Nekatera od teh izkopanin so odprta za javnost.
- Normanski del
- Renesančni trakt
- Notranje dvorišče
- Dvorana parlamenta